# Alice Marie Johnson

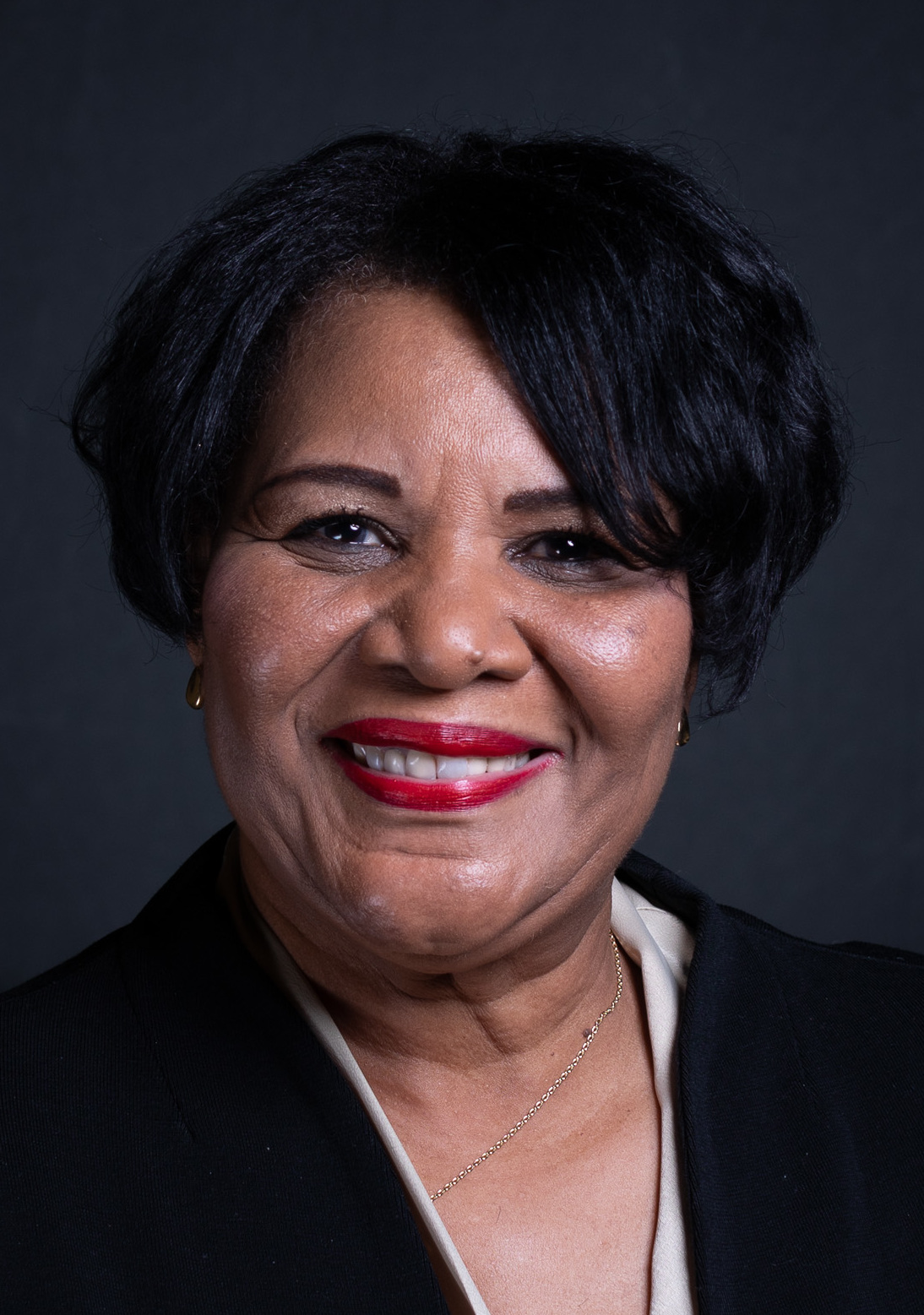
Alice Marie Johnson

Alice Marie Johnson (* 30. Mai 1955) ist eine amerikanische Aktivistin für Strafrechtsreform und ehemalige US-Bundesgefangene. Sie wurde 1996 wegen ihrer Beteiligung an einer Kokainhandelsorganisation in Memphis zu einer lebenslangen Haftstrafe verurteilt. Im Juni 2018 wurde sie nach 21 Jahren Haft aus der Bundesstrafanstalt Aliceville entlassen, nachdem Präsident Donald Trump sie mit sofortiger Wirkung begnadigt hatte. Am 20. Februar 2025 ernannte Trump sie zur „pardon czar“, (engl. „Begnadigungszarin“) seiner Regierung.

## Aktivismus
Seit ihrer Freilassung setzt sich Johnson für eine Reform der Strafjustiz in den Vereinigten Staaten ein und beruft sich dabei oft auf ihre persönlichen Erfahrungen. Im Juli 2018, einen Monat nach ihrer Freilassung, forderte sie ein Ende der Mindeststrafen. Im September 2019, traf sie sich mit dem Gouverneur Bill Lee von Tennessee, um sich für einen besseren Zugang zur Tilgung von Straftaten und zur Ausbildung von Strafgefangenen sowie für den Abbau von Hindernissen für die Resozialisierung einzusetzen und ihre Besorgnis über das Bargeldkautionssystem zum Ausdruck zu bringen.
Johnson setzt sich auch für die Einbeziehung weiblicher Stimmen in das Gespräch über die Reform der Strafjustiz ein. Im Vorfeld des Internationalen Frauentags 2019 stellte UN Women sie im Rahmen ihrer Reihe „Courage to Question“ vor.
Im Mai 2019 werden die von Johnson zusammen mit Nancy French verfassten Memoiren After Life: My Journey From Incarceration To Freedom, bei HarperCollins erschienen, mit einem Vorwort von Kim Kardashian.
In den letzten Tagen der ersten Amtszeit von Donald Trump im Jahr 2020 erwähnte Lyn Ulbricht, dass sie den scheidenden Präsidenten um Begnadigung für ihren Sohn Ross bat. Lyn Ulbricht erklärte, sie habe die Unterstützung zahlreicher Unterzeichner, darunter Johnson.
Im Februar 2025 wurde berichtet, dass Trump, der sich zu diesem Zeitpunkt in seiner zweiten Amtszeit befand, Johnson zum „Pardon Czar“ ernannt hat, der andere Gefangene für eine Begnadigung vorschlagen sollte. Johnson wird die erste Person sein, die diese Position in Trumps Regierung bekleidet. Später ernannte er sie offiziell.